# Wreckateer
Wreckateer è un videogioco rompicapo per Xbox 360, sviluppato dalla Iron Galaxy Studios e pubblicato dalla Microsoft Studios nel 2012. Il videogioco sfrutta il sistema di cattura del movimento umano del Kinect. Il gioco è stato annunciato nel 2012 attraverso un trailer. L'annuncio formale è stato effettuato durante la conferenza stampa della Microsoft in occasione dell'Electronic Entertainment Expo 2012.